# Seppeltsfield
Seppeltsfield ist ein kleines Dorf im Barossa Valley, das nahe bei Tanunda in South Australia etwa 70 km von Adelaide entfernt liegt. Seppeltsfield befindet sich im lokalen Verwaltungsgebiet (LGA) Light Regional Council und hatte 2021 144 Einwohner.
Der Ort wurde von deutschen Immigranten lutherischen Glaubens 1851 gegründet und ist nach seinem Gründer Joseph Ernst Seppelt benannt, der aus Schlesien immigrierte. Die Familie Seppelt baute bis 1984 Weintrauben an, kelterte Wein und hat eine der größten Weinkellereien Australiens aufgebaut, die heute etwa 2 Millionen Liter Wein jährlich produziert. Nach 1984 ging die Weinkellerei an verschiedene Käufer und 2007 kaufte sie der australische Getränkekonzern der Foster’s Group auf.